# Лугівська сільська рада (Ленінський район)
Лугівська сільська́ ра́да — адміністративно-територіальна одиниця та орган місцевого самоврядування в Ленінському районі Автономної Республіки Крим. Адміністративний центр — село Лугове.

## Загальні відомості
- Населення ради: 1 267 осіб (станом на 2001 рік)

## Населені пункти
Сільській раді підпорядковані населені пункти:
- с. Лугове
- с. Єрофєєве

## Склад ради
Рада складалася з 16 депутатів та голови.
- Голова ради: Ходоковський Олександр Дмитрович

### Керівний склад попередніх скликань
| Прізвище, ім'я, по батькові      | Основні відомості                                                                             | Дата обрання | Дата звільнення |
| -------------------------------- | --------------------------------------------------------------------------------------------- | ------------ | --------------- |
| Брецко Володимир Васильович      | Сільський голова, 1954 року народження, член Партії національно-економічного розвитку України | 26.03.2006   | 31.10.2010      |
| Ходоковський Олександр Дмитрович | Сільський голова, 1958 року народження, освіта середня загальна, безпартійний                 | 31.10.2010   |                 |

Примітка: таблиця складена за даними сайту Верховної Ради України

### Депутати
За результатами місцевих виборів 2010 року депутатами ради стали:

#### За суб'єктами висування
| Суб'єкт висування             | Кількість обраних депутатів | %    |
| ----------------------------- | --------------------------- | ---- |
| Партія регіонів               | 11                          | 68,8 |
| Самовисування                 | 4                           | 25   |
| Політична партія «Фронт Змін» | 1                           | 6,3  |

#### За округами
| № округу                      | Прізвище, ім'я, по батькові     | Дата визнання обраним | Освіта  | Партійна приналежність              | Відомості про обраного депутата                      |
| ----------------------------- | ------------------------------- | --------------------- | ------- | ----------------------------------- | ---------------------------------------------------- |
| Партія регіонів               |                                 |                       |         |                                     |                                                      |
| 1                             | Михальська Ніна Михайлівна      | 05.11.2010            | середня | член Партії регіонів                | Лугівська сільська рада, секретар                    |
| 2                             | Уділова Наталя Василівна        | 05.11.2010            | вища    | член Партії регіонів                | Лугівська загальноосвітня школа, вчитель             |
| 4                             | Калюжна Алла Михайлівна         | 05.11.2010            | середня | член Партії регіонів                | Лугівський дошкільний навчальний заклад, завідувачка |
| 5                             | Гаврилова Світлана Федорівна    | 05.11.2010            | середня | член Партії регіонів                | тимчасово не працює                                  |
| 6                             | Кухарева Алла Пилипівна         | 05.11.2010            | середня | позапартійна                        | Лугівська сільська рада, спеціаліст                  |
| 7                             | Федотова Ольга Володимирівна    | 05.11.2010            | середня | член Партії регіонів                | ветлікарня, лікар                                    |
| 8                             | Бережанська Таіса Олександрівна | 05.11.2010            | середня | член Партії регіонів                | Лугівський фельдшерсько-акушерський пункт, фельдшер  |
| 9                             | Фурман Микола Федорович         | 05.11.2010            | вища    | позапартійний                       | пенсіонер                                            |
| 12                            | Попова Наталя Олександрівна     | 05.11.2010            | вища    | член Партії регіонів                | Лугівська загальноосвітня школа, вчитель             |
| 14                            | Малахова Ельміра Сейджеліловна  | 05.11.2010            | середня | член Партії регіонів                | Лугівська загальноосвітня школа, повар               |
| 16                            | Ткач Наталя Костянтинівна       | 05.11.2010            | середня | позапартійна                        | тимчасово не працює                                  |
| Політична партія «Фронт Змін» |                                 |                       |         |                                     |                                                      |
| 13                            | Абдурафієва Світлана Петрівна   | 05.11.2010            | середня | член Політичної партії «Фронт Змін» | тимчасово не працює                                  |
| Самовисування                 |                                 |                       |         |                                     |                                                      |
| 3                             | Сідамєтов Казім Абдурашитович   | 05.11.2010            | середня | позапартійний                       | тимчасово не працює                                  |
| 10                            | Абдурафієв Зоді Решатович       | 05.11.2010            | середня | позапартійний                       | Ленінський РЕС, електрик                             |
| 11                            | Абдурафієв Заур Решатович       | 05.11.2010            | середня | позапартійний                       | Лугівська загальноосвітня школа, опалювач            |
| 15                            | Щегленко Віктор Петрович        | 05.11.2010            | середня | позапартійний                       | тимчасово не працює                                  |